# Riječani Gornji
Riječani Gornji (szerbül: Ријечани Горњи, 1955-ig Riječani Srpski, korábban Simići, a falu minden második lakója ma is a Simić nevet viseli), település Bosznia-Hercegovinában, Modriča községben, a Szerb Köztársaság északi régiójában. 

## Fekvése
A település Bosznia-Hercegovina északi részén, Dobojtól légvonalban 22, közúton 39 km-re északkeletre, községközpontjától légvonalban 8, közúton 11 km-re délnyugatra, a Trebava-hegység területén, a Riečanka (más néven Dusa) patak völgyében és a környező hegyeken, 190-345 méteres magasságban fekszik.

## Népessége
| Nemzetiségi csoport | Népesség 1991 | Népesség 2013 |
| ------------------- | ------------- | ------------- |
| Szerb               | 302           | 177           |
| Bosnyák             | 0             | 0             |
| Horvát              | 1             | 0             |
| Jugoszláv           | 0             | 0             |
| Egyéb               | 2             | 0             |
| Összesen            | 305           | 177           |

## Története
Riječani település 1878-ig tartozott az Oszmán Birodalomhoz. Ekkor a berlini kongresszus határozata alapján az Osztrák-Magyar Monarchia része lett. 1910-ben a Gradačaci járáshoz tartozó Simići településen 36 háztartást és 279 ortodox lakost találtak. A monarchia szétesésével 1918-ban előbb a Szerb-Horvát-Szlovén Királyság, majd 1929-től a Jugoszláv Királyság része lett.  1921-ben a Gradačaci járáshoz tartozó Simići településnek 303 lakosa volt, mind ortodox szerbek. Az 1929-es törvény értelmében, amikor Bosznia-Hercegovinát négy banovinára, Drinskára, Vrbaskára, Zetskára és Primorskára osztották, a település a Vrbaska banovina (Orbászi Bánság) része lett, amelynek székhelye Banja Luka volt. 1939-ben a közigazgatás átszervezésével a Hrvatska banovina (Horvát Bánság) része lett.
A második világháborúban Jugoszlávia megszállása után a Független Horvát Állam (NDH) része lett. A második világháború után 1992-ig a település a szocialta Jugoszlávia keretében a Bosznia-Hercegovinai Népköztársaság része volt. A boszniai háborút lezáró daytoni békeszerződés rendelkezése alapján az ország területét felosztották a Bosznia-hercegovinai Föderáció és a boszniai Szerb Köztársaság között. A békeszerződés utáni területmegosztási megállapodás értelmében a település a Boszniai Szerb Köztársasághoz került. 

## Nevezetességei
Az Úr mennybemenetele tiszteletére szentelt ortodox temploma. A templom mérete 13,5x7 méter. A telket, amelyen a templom épült a helyi Dimitrije Petković adományozta. A templom építése 2001-ben kezdődött. Az alapokat 2002. március 10-én Vasilije, Zvornik-Tuzla püspöke szentelte fel. Ugyanez a püspök szentelte fel a templomot 2006-ban. A diófa ikonosztázt a modričai Aleksandar Ninković és Čedo Stanković készítette. Az ikonosztázon lévő ikonokat a modričai Nina Petković festette meg.